# Eding Sport FC
El Eding Sport FC es un equipo de fútbol de Camerún que juega en la Primera División de Camerún, la liga de fútbol más importante del país.

## Historia
Fue fundado en febrero del año 2012 en la ciudad de Lékié y en su primer año ascendieron a la primera división de la región central de Camerún. Al año siguiente ascendieron al nivel nacional y en la temporada 2015 lograron el ascenso por primera vez a la Primera División de Camerún, consiguiendo ese logro en tan solo 4 años de existencia.
En 2017 se convierte en campeón de la Primera División de Camerún por primera vez en su historia, clasificando a la Liga de Campeones de la CAF 2018, en donde es eliminado en la ronda preliminar por el Plateau United FC de Nigeria.

## Academia
El club fue fundado también como una academia de formación de jugadores de la región del centro de Camerún, participando en torneo infantiles de juveniles de la región.

## Palmarés
- Primera División de Camerún: 1

2017

## Participación en competiciones de la CAF
| Temporada | Torneo                       | Ronda      | Club              | Casa  | Visita | Global |
| --------- | ---------------------------- | ---------- | ----------------- | ----- | ------ | ------ |
| 2018      | Liga de Campeones de la CAF  | Preliminar | Plateau United FC | 0-1   | 0-3    | 0-4    |
| 2018-19   | Copa Confederación de la CAF | Preliminar | Asante Kotoko SC  | w.o.1 | w.o.1  | w.o.1  |

1- La Federación Camerunesa de Fútbol no confirmó la participación del Ending Sport como el segundo representante de Camerún en el torneo antes de la fecha límite impuesta por la CAF.